# Raänana
Raänana (Hebreeuws: רעננה) is een Israëlische stad. In september 2003 telde men 69.500 inwoners. De stad ligt in de zuidelijke Sharonvlakte, ten noordoosten van Tel Aviv.
De bevolking van Raänana is voornamelijk joods. Een relatief groot gehalte van de bevolking immigreerde uit Engelssprekende landen, vooral de Verenigde Staten, het Verenigd Koninkrijk en Zuid-Afrika.
De stad vindt zijn oorsprong in een agrarisch dorp uit 1922, op gronden die door Amerikaanse joden werden gekocht. Ze heette toen Raanania, een naam die door de Amerikanen werd voorgesteld. Arabische buren noemden haar Americaya vanwege de Amerikaanse inwoners. Uiteindelijk ging men over op het Hebreeuwse Raänana (betekenis: (zij is) fris).

## Sport
Hapoel Ra'annana is de professionele voetbalclub van Raänana.

## Geboren
- Yuval Raphael (5 november 2000), zangeres
- Noa Kirel (10 april 2001), zangeres

## Zustersteden
- Bramsche (Nedersaksen)
- Opsterland (Nederland)
- Boulogne-Billancourt (Frankrijk)
- Verona (Italië)
- Tainan (Taiwan)
- Atlanta (Georgia, Verenigde Staten).
- Poznan (Polen)